# 葫芦镇 (乐山市)
葫芦镇，是中华人民共和国四川省乐山市沙湾区下辖的一个乡镇级行政单位。

## 行政区划
葫芦镇下辖以下地区：
葫芦社区、葫芦坝村、人民村、龙洞村、白叶村、江村、徐沟村、四峨村、太平村、汪山村、梁村、王坝村和祝村。